# Фридрих Людвиг (граф Нассау-Отвейлера)
Фридрих Людвиг Нассау-Отвейлерский (нем. Friedrich Ludwig von Nassau-Ottweiler; 13 ноября 1651, Отвайлер — 25 мая 1728 год, Саарбрюккен) — последний граф Нассау-Отвейлера в 1680—1728 годах, граф Саарбрюккена в 1723—1728 годах.

## Биография
Фридрих Людвиг — сын графа Иоганна Людвига Нассау-Отвейлерского и Доротеи Екатерины Пфальц-Биркенфельд-Бишвейлерской. В
сопровождении воспитателя принц обучался с 1661 года в Париже. В 14 лет поступил в отцовский эльзасский полк на французской службе, позднее перешёл в биркенфельдский полк, состоявший на службе Нидерландам и дослужился до звания подполковника.
Во время присоединительных войн в 1680 году отец попросил его принять власть. Фридрих Людвиг был вынужден присягнуть королю Франции Людовику XVI. Из-за многочисленных войн графство Отвейлер погрязло в долгах, а контрибуции к оплате Франции ещё более усугубили ситуацию. Аббатство Вадгассен предъявило претензии на земли Нойнкирхена и Шпизен-Эльферсберга. После смерти отца в 1690 году Фридрих Людвиг пришёл к власти официально. Рейсвейкский мирный договор 1697 года восстановил суверенитет Отвейлера. После смерти Вальрада Нассау-Узингенского в 1702 году Фридрих Людвиг возглавил Нассауский дом и оказывал поддержку всем его ветвям. Он противостоял Лотарингии в её попытке захватить графство Саарверден и требовал вернуть захваченные нассауские земли, но не добился успеха в условиях Войны за испанское наследство. Давление Лотарингии было настолько сильным, что граф Фридрих Людвиг обращался по этому вопросу к рейхстагу. На переговорах по прекращению войны граф Фридрих Людвиг представлял интересы Нассау.
В 1721 году Фридриху Людвигу и Карлу Людвигу Нассау-Саарбрюккенскому отошли владения линий Нассау-Идштейн и Нассау-Висбаден. После смерти зятя Карла Людвига Фридрих Людвиг неожиданно унаследовал графство Саарбрюккен и другие его владения.
Фридрих Людвиг проживал в нескольких резиденциях: в Саарбрюккене, Идштайне и Отвайлере. Его основной резиденцией и местом нахождения правительства оставался Отвайлер. Фридрих Людвиг возвёл несколько церквей, основал стекольное производство во Фрдирихстале и Фишбахтале. Похоронен в фамильном склепе в Отвайлере. Со смертью графа Фридриха Людвига угасла линия Нассау-Отвейлера. Владения отошли Нассау-Узингену.

## Семья
В 1680 году граф Фридрих Людвиг женился на Кристине фон Алефельдт, дочери гросканцлера Дании Фридриха фон Алефельдта. В этом браке родилось восемь дочерей.
- Доротея Фридерика (1681—1691)
- Мария Шарлотта (1684—1690)
- Кристиана (1685—1761), замужем за графом Карлом Людвигом Нассау-Саарбрюккенским, затем за ландграфом Фридрихом Якобом Гессен-Гомбургским
- Луиза (1686—1773), замужем за графом Карлом Даунским
- София Амалия (1688—1753), замужем за графом Георгом Фридрихом Кирхберг-Гахенбургским
- Мария Шарлотта (1690—1714)
- Доротея (1692—1740), замужем за графом Вальрадом Даунским
- Элеонора (1693)

После смерти супруги Кристины Фридрих Людвиг в 1697 году женился во второй раз. Вторая супруга Луиза София Ганауская в 1698 году родила мертворождённого сына.